# Прозоровское княжество
Прозоровское княжество — удельное русское княжество, существовавшее в 1408—1460 годах. 
Столица — Прозоров (в настоящее время — село Прозорово). Выделилось из Моложского княжества одновременно с Сицким. Князья Прозоровские, утратив удельные права и перейдя на службу (служивый князь) к князьям Московским внесли заметный вклад в русскую историю.

## Правители
- Иван Фёдорович (1408—1430), сын Фёдора Михайловича Моложского, брат Дмитрия Перины Моложского и Семёна Сицкого;
- Юрий Иванович (1430—1450);
- Андрей Иванович, (в XVIIІ колене от Рюрика) — сын князя Ивана Феодоровича[1] (1430—1460).